# Haris Seferović
Haris Seferović, né le 22 février 1992 à Sursee en Suisse, est un footballeur international suisse d'origine bosnienne,. Il évolue actuellement au poste d’attaquant.

## En club

### Débuts professionnels en Suisse
Il commence le football dans le club du FC Sursee, puis il rejoint le FC Lucerne où il reste trois ans. Il poursuit sa formation au sein du club suisse du Grasshopper Zurich en 2007 à l'âge de 15 ans. Il débute tout d'abord avec les équipes de jeunes du club.
Le 26 avril 2009, il débute en équipe professionnelle en Super League contre Neuchâtel Xamax FC (1-4) en rentrant à la 73e minute à la place d'António.

### Transfert vers l'Italie
Le 29 janvier 2010, il signe pour le club italien de l'ACF Fiorentina. Seferović débute sous les couleurs florentines lors d'un match de coupe se déroulant face à l'équipe de Reggina en entrant à la 48e à la place de Khouma Babacar. Il découvre la série A le 22 mai 2010 face à Brescia. 
N'ayant pas sa place dans l'équipe florentine, le club italien choisit de prêter le joueur. 

### Retour en Suisse
Seferović est prêté au mois de juillet 2011 à Neuchâtel Xamax.
Le jeune joueur fête sa première apparition en tant que titulaire lors de la troisième journée de championnat face au FC Thoune avec le maillot xamaxien. Seferović marque son premier but de la saison lors de la huitième journée de championnat face à son club formateur des Grasshoppers. Le jeune talent entre en cours de match en remplaçant Javier Arizmendi et marque seulement trois minutes après son entrée en jeu.
Le 4 janvier 2012, le club congédie le jeune joueur suisse et rompt ainsi les contrats liant le joueur au staff de Neuchâtel.

### Prêt à Lecce et Novare
Vingt-deux jours après son renvoi de Xamax, Seferović est prêté à l'US Lecce, club de Série A. Il revient ensuite à la Fiorentina, où, durant le premier tour, il participe à sept matchs, jouant 189 minutes. Le 30 janvier 2013, il est prêté par le club florentin au Novare Calcio.

### Transfert à la Real Sociedad
Le 10 juillet 2013, Haris Seferović est transféré à la Real Sociedad, club de la Liga BBVA pour environ trois millions d’euros et y signe un contrat de quatre ans.
Il inscrit son premier but dès la première journée de championnat le 17 août 2013 face à Getafe CF. 
Le 20 août 2013, il marque son premier but en Ligue des champions contre l'Olympique lyonnais lors du tour préliminaire.

### Transfert à l'Eintracht Francfort
Le 1er août 2014, Seferović signe un contrat de trois ans avec le club allemand de l'Eintracht Francfort.
Seferović marque lors du premier match de Bundesliga le but de la victoire pour l'Eintracht Francfort face au SC Fribourg et prolonge ainsi la bonne préparation effectuée par le joueur suisse. En effet, Seferović a su se démarquer lors des matchs de Coupe d'Allemagne et lors des matchs amicaux de pré-saison. Ainsi, il a gagné une place de titulaire en ce début de saison 2014,. 
Le 23 mai 2016, Seferović marque le but qui permet à Eintracht Francfort de rester en première division allemande lors du match retour du barrage de promotion-relégation contre Nuremberg, coaché par son compatriote zurichois René Weiler, après un nul 1-1 concédé à domicile. Avec ce but, il met fin à une disette personnelle de plus de six mois.
Durant la saison 2016-2017, son équipe termine dans le ventre mou du classement, à la onzième place. Seferović joue 25 matchs et marque trois buts. Il participe également à la finale de la Coupe d'Allemagne lors de laquelle Francfort et lui sont battus par le Borussia Dortmund. Lors de ce match, Seferović ne parvient pas à battre son coéquipier en équipe de Suisse Roman Bürki, mais se procure quelques occasions

### SL Benfica
Après de premières rumeurs durant l’hiver 2016-2017, Seferović quitte l’Eintracht Francfort pour rejoindre le SL Benfica au terme de la saison 2016-2017, en signant pour cinq ans. Il remporte le championnat portugais lors de la saison 2018-2019, durant laquelle il forme un duo d'attaque avec le prodige portugais João Félix. Il obtient le titre de meilleur buteur du championnat cette même saison, inscrivant 23 buts en 29 apparitions.

### Prêts en Turquie puis en Espagne
Le 20 juillet 2022, il est prêté au club turc de Galatasaray SK jusqu'à la fin de la saison prochaine.  Alors qu'il était prêté en Turquie depuis le début de la saison, il quitte déjà Galatasaray. Au mercato d'hiver, il effectue un retour express du côté de Benfica, qui l'a cédé sans option d'achat jusqu'au terme de l'exercice au Celta de Vigo.

## En équipe nationale

### Avec les équipes de jeunes suisses
À partir de 2007, Haris Seferović joue avec les différentes équipes suisses comme les moins 15 ans et les moins 16 ans où il joue quelques matchs amicaux.

### Avec la Suisse M17

Seferovic (en 9) sauvant son équipe d'un coup franc dangereux durant le match Suisse-Équateur durant la Coupe du monde 2014 (victoire Suisse 2-1)

En 2009, Haris Seferović participe à la Coupe du monde des moins de 17 ans au Nigeria, il y dispute six matchs pour inscrire cinq buts. La Suisse fait un excellent parcours et remporte la Coupe du monde contre l'équipe hôte le Nigeria (1-0) grâce à un but d'Haris Seferović. 
Il termine le meilleur buteur de la compétition et forme un duo offensif convaincant au côté de Nassim Ben Khalifa.

### Avec la Nati

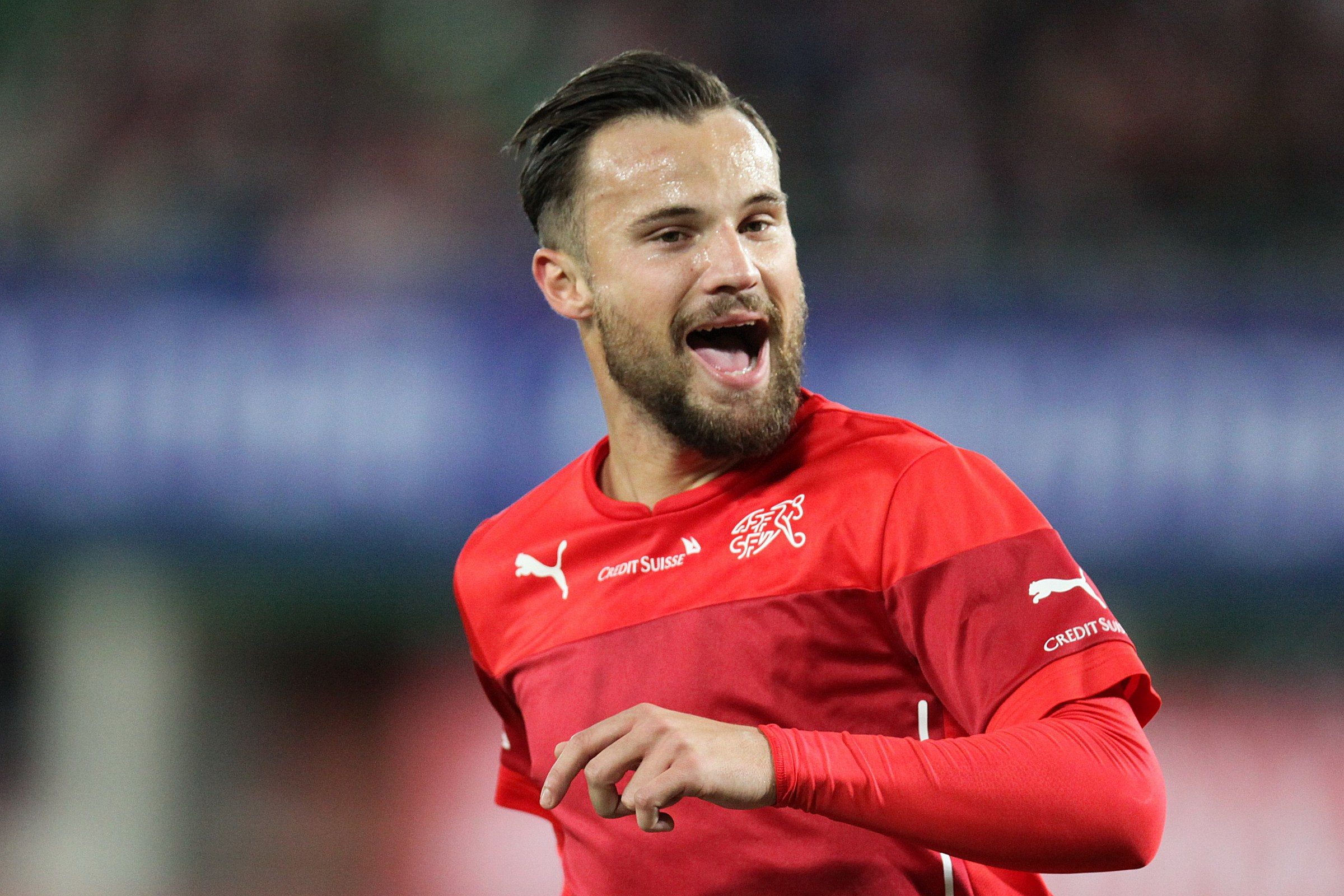
Seferovic celebrant un but avec la Suisse en 2017 durant le match Suisse-Autriche (victoire Suisse 2-1)

En 2013, Seferović est convoqué pour la première fois par Ottmar Hitzfeld. Le joueur helvétique inscrit son premier but avec la Nati face à Chypre lors des éliminatoires à la coupe du monde 2014 et permet à son équipe de prendre les 3 points. 
Malgré un contexte extra-sportif compliqué autour du joueur suisse, le sélectionneur national lui maintient sa confiance. Seferović fait partie des 23 sélectionnés pour la coupe du monde 2014. Lors du premier match de cette compétition face à l’Équateur, Seferović entre en cours de jeu et marque le but de la victoire permettant ainsi à son équipe d'engranger les 3 points.
Durant la Coupe du monde 2014 au Brésil, la Suisse finit deuxième du groupe "E" derrière la France, et devant l'Équateur et le Honduras. Il marquera uniquement contre l'Équateur a la 90 minute plus 2, sur une contre-attaque suisse il reçoit la balle la renvoie loin pour Ricardo Rodriguez, se faufile entre les défenseurs adverses, la reçoit de Rodriguez, et en une touche l'envoie au fond des filets. Éliminé en huitième de finale par l'Argentine (1-0 après prolongations), il finit le tournoi avec un but marqué.
Deux ans plus tard, il est retenu par Vladimir Petković pour participer à l'Euro 2016, il y jouera la totalité des matchs. Les suisses seront éliminés par la Pologne en huitièmes de finale.
Seferović est retenu par le sélectionneur Vladimir Petković dans la liste des 23 joueurs pour participer à la coupe du monde 2018, qui se déroule en Russie. Il y jouera trois matchs sur quatre lors de cette compétition. La Suisse se hisse jusqu'en huitièmes de finale, où elle est battue par la Suède.
Durant l'Euro 2020 avec la Suisse il est l'uns des joueurs phare de son équipe et il participe en grande partie a la bonne performance de celle-ci durant ce tournoi, En phase de groupes il inscrira 1 but contre la Turquie à la 6 minute (Suisse 3-1 Turquie). Il mettra un doublé en 1/8e de finale contre la France a la 15e et 81e minute (Suisse 3-3 France puis 5-4 aux tirs au but), Il finira ainsi le tournoi en quart de finale contre l'Espagne (1-1 puis 1-3 aux tirs au but) avec 3 buts en 5 matchs. 
Le 9 novembre 2022, il est sélectionné par Murat Yakın pour participer à la Coupe du monde 2022.

## Palmarès

### En club
SL Benfica
- Champion du Portugal en 2019
- Vainqueur de la Supercoupe du Portugal en 2017.

 Galatasaray SK
- Champion de Turquie en 2023.

### En sélection nationale
- Suisse - 17 ans
  - Coupe du monde - 17 ans
    - Vainqueur : 2009.

### Distinctions personnelles
- Meilleur buteur de la Coupe du monde - 17 ans (6 matchs / 5 buts) en 2009.
- Prix du "meilleur joueur bosnien des moins de 19 ans" en 2009[30].

- Lauréat des Swiss Football Awards : prix du « But le plus important de l'année 2013 », à la suite de son but face à Chypre lors des éliminatoires à la coupe du monde 2014[31].
- Lauréat des Swiss Football Awards: prix du "But le plus important de l'année 2014", à la suite de son but face à l’Équateur lors de la coupe du monde 2014 [32].
- Meilleur buteur du championnat du Portugal en 2019 avec le Benfica Lisbonne.

## Statistiques
| Saison                | Club                      | Championnat           | Championnat | Championnat | Coupe nationale | Coupe nationale | Coupe de la Ligue | Coupe de la Ligue | Supercoupe | Supercoupe | Compétition(s) continentale(s) | Compétition(s) continentale(s) | Compétition(s) continentale(s) | Suisse | Suisse | Total | Total |
| Saison                | Club                      | Division              | M.          | B.          | M.              | B.              | M.                | B.                | M.         | B.         | Comp.                          | M.                             | B.                             | M.     | B.     | M.    | B.    |
| 2008-2009             | Grasshopper-Club Zurich   | Super League          | 1           | 0           | -               | -               | -                 | -                 | -          | -          | -                              | -                              | -                              | -      | -      | 1     | 0     |
| 2009-2010             | Grasshopper-Club Zurich   | Super League          | 2           | 0           | -               | -               | -                 | -                 | -          | -          | -                              | -                              | -                              | -      | -      | 2     | 0     |
| Sous-total            | Sous-total                | Sous-total            | 3           | 0           | -               | -               | -                 | -                 | -          | -          | -                              | -                              | -                              | -      | -      | 3     | 0     |
| 2009-2010             | ACF Fiorentina            | Serie A               | -           | -           | -               | -               | -                 | -                 | -          | -          | -                              | -                              | -                              | -      | -      | 0     | 0     |
| 2010-2011             | ACF Fiorentina            | Serie A               | 1           | 0           | 2               | 0               | -                 | -                 | -          | -          | -                              | -                              | -                              | -      | -      | 3     | 0     |
| 2012-2013             | ACF Fiorentina            | Serie A               | 7           | 0           | 2               | 1               | -                 | -                 | -          | -          | -                              | -                              | -                              | -      | -      | 9     | 1     |
| Sous-total            | Sous-total                | Sous-total            | 8           | 0           | 4               | 1               | -                 | -                 | -          | -          | -                              | -                              | -                              | -      | -      | 12    | 1     |
| 2011-2012             | Neuchâtel Xamax FC (prêt) | Super League          | 14          | 2           | 2               | 0               | -                 | -                 | -          | -          | -                              | -                              | -                              | -      | -      | 16    | 2     |
| 2011-2012             | US Lecce (prêt)           | Serie A               | 5           | 0           | -               | -               | -                 | -                 | -          | -          | -                              | -                              | -                              | -      | -      | 5     | 0     |
| 2012-2013             | Novare Calcio (prêt)      | Serie B               | 18          | 10          | -               | -               | -                 | -                 | -          | -          | -                              | -                              | -                              | 3      | 1      | 21    | 11    |
| Sous-total            | Sous-total                | Sous-total            | 37          | 12          | 2               | 0               | -                 | -                 | -          | -          | -                              | -                              | -                              | 3      | 1      | 42    | 13    |
| 2013-2014             | Real Sociedad             | Liga                  | 24          | 2           | 7               | 1               | -                 | -                 | -          | -          | C1                             | 8                              | 1                              | 12     | 1      | 51    | 5     |
| Sous-total            | Sous-total                | Sous-total            | 24          | 2           | 7               | 1               | -                 | -                 | -          | -          | -                              | 8                              | 1                              | 12     | 1      | 51    | 5     |
| 2014-2015             | Eintracht Francfort       | Bundesliga            | 32          | 10          | 2               | 1               | -                 | -                 | -          | -          | -                              | -                              | -                              | 8      | 3      | 42    | 14    |
| 2015-2016             | Eintracht Francfort       | Bundesliga            | 31          | 4           | 2               | 0               | -                 | -                 | -          | -          | -                              | -                              | -                              | 11     | 2      | 44    | 6     |
| 2016-2017             | Eintracht Francfort       | Bundesliga            | 25          | 3           | 4               | 1               | -                 | -                 | -          | -          | -                              | -                              | -                              | 6      | 1      | 35    | 5     |
| Sous-total            | Sous-total                | Sous-total            | 88          | 17          | 8               | 2               | -                 | -                 | -          | -          | -                              | -                              | -                              | 25     | 6      | 121   | 25    |
| 2017-2018             | Benfica Lisbonne          | Primeira Liga         | 20          | 4           | 2               | 0               | 2                 | 1                 | 1          | 1          | C1                             | 4                              | 1                              | 13     | 4      | 42    | 11    |
| 2018-2019             | Benfica Lisbonne          | Primeira Liga         | 29          | 23          | 5               | 0               | 4                 | 2                 | -          | -          | C1 C3                          | 8 5                            | 1                              | 8      | 5      | 59    | 32    |
| 2019-2020             | Benfica Lisbonne          | Primeira Liga         | 30          | 5           | 5               | 2               | 2                 | 0                 | 1          | 0          | C1 C3                          | 5 2                            | 2 0                            | 3      | 1      | 48    | 10    |
| 2020-2021             | Benfica Lisbonne          | Primeira Liga         | 31          | 22          | 6               | 4               | 2                 | 0                 | 1          | 0          | C1 C3                          | 1 7                            | 0                              | 14     | 4      | 62    | 30    |
| 2021-2022             | Benfica Lisbonne          | Primeira Liga         | 10          | 3           | 2               | 1               | 0                 | 0                 | 0          | 0          | C1                             | 2                              | 0                              | 6      | 0      | 20    | 4     |
| Sous-total            | Sous-total                | Sous-total            | 114         | 54          | 18              | 7               | 10                | 3                 | 2          | 1          | -                              | 35                             | 5                              | 46     | 14     | 225   | 84    |
| 2022-2023             | Galatasaray SK            | Süper Lig             | 8           | 0           | 2               | 2               | -                 | -                 | -          | -          | -                              | -                              | -                              | 6      | 0      | 16    | 2     |
| Sous-total            | Sous-total                | Sous-total            | 8           | 0           | 2               | 2               | 0                 | 0                 | 0          | 0          | -                              | 0                              | 0                              | 6      | 0      | 16    | 2     |
| 2022-2023             | Celta de Vigo (prêt)      | Liga                  | 18          | 3           | -               | -               | -                 | -                 | -          | -          | -                              | -                              | -                              | 1      | 0      | 19    | 3     |
| Sous-total            | Sous-total                | Sous-total            | 18          | 3           | 0               | 0               | 0                 | 0                 | 0          | 0          | -                              | 0                              | 0                              | 1      | 0      | 19    | 3     |
| Total sur la carrière | Total sur la carrière     | Total sur la carrière | 300         | 88          | 41              | 13              | 10                | 3                 | 2          | 1          | -                              | 43                             | 6                              | 93     | 22     | 489   | 133   |

### Buts internationaux
| Buts internationaux de Haris Seferović | Buts internationaux de Haris Seferović | Buts internationaux de Haris Seferović | Buts internationaux de Haris Seferović                       | Buts internationaux de Haris Seferović | Buts internationaux de Haris Seferović | Buts internationaux de Haris Seferović | Buts internationaux de Haris Seferović | Buts internationaux de Haris Seferović |        |
| #                                      | Date                                   | Sélection                              | Lieu                                                         | Score                                  | Résultat                               | Adversaire                             | Compétition                            | Détail                                 | Détail |
| -------------------------------------- | -------------------------------------- | -------------------------------------- | ------------------------------------------------------------ | -------------------------------------- | -------------------------------------- | -------------------------------------- | -------------------------------------- | -------------------------------------- | ------ |
| 1                                      | 8 juin 2013                            | 3                                      | Stade de Genève, Genève (Suisse)                             | 1-0                                    | 1-0                                    | Chypre                                 | Éliminatoires Coupe du monde 2014      | 90e                                    |        |
| 2                                      | 15 juin 2014                           | 12                                     | Stade national de Brasilia Mané-Garrincha, Brasilia (Brésil) | 2-1                                    | 2-1                                    | Équateur                               | Coupe du monde 2014                    | 93e                                    |        |
| 3                                      | 14 octobre 2014                        | 18                                     | Stadio Olimpico, Serravalle (Saint-Marin)                    | 0-1                                    | 0-4                                    | Saint-Marin                            | Éliminatoires Euro 2016                | 10e                                    |        |
| 4                                      | 14 octobre 2014                        | 18                                     | Stadio Olimpico, Serravalle (Saint-Marin)                    | 0-2                                    | 0-4                                    | Saint-Marin                            | Éliminatoires Euro 2016                | 23e                                    |        |
| 5                                      | 27 mars 2015                           | 21                                     | Swissporarena, Lucerne (Suisse)                              | 3-0                                    | 3-0                                    | Estonie                                | Éliminatoires Euro 2016                | 80e                                    |        |
| 6                                      | 17 novembre 2015                       | 27                                     | Ernst Happel Stadion, Vienne (Autriche)                      | 0-1                                    | 1-2                                    | Autriche                               | Match amical                           | 9e                                     |        |
| 7                                      | 17 novembre 2015                       | 27                                     | Ernst Happel Stadion, Vienne (Autriche)                      | 1-2                                    | 1-2                                    | Autriche                               | Match amical                           | 38e                                    |        |
| 8                                      | 7 octobre 2016                         | 35                                     | Groupama Aréna, Budapest (Hongrie)                           | 0-1                                    | 2-3                                    | Hongrie                                | Éliminatoires Coupe du monde 2018      | 51e                                    |        |
| 9                                      | 31 août 2017                           | 42                                     | Kybunpark, Saint-Gall (Suisse)                               | 1-0                                    | 3-0                                    | Andorre                                | Éliminatoires Coupe du monde 2018      | 43e                                    |        |
| 10                                     | 31 août 2017                           | 42                                     | Kybunpark, Saint-Gall (Suisse)                               | 3-0                                    | 3-0                                    | Andorre                                | Éliminatoires Coupe du monde 2018      | 62e                                    |        |
| 11                                     | 3 septembre 2017                       | 43                                     | Skonto Stadion, Riga (Lettonie)                              | 1-0                                    | 3-0                                    | Lettonie                               | Éliminatoires Coupe du monde 2018      | 9e                                     |        |
| 12                                     | 8 juin 2018                            | 51                                     | Stadio comunale Cornaredo, Lugano (Suisse)                   | 2-0                                    | 2-0                                    | Japon                                  | Match amical                           | 82e                                    |        |
| 13                                     | 8 juin 2018                            | 55                                     | Kybunpark, Saint-Gall (Suisse)                               | 4-0                                    | 6-0                                    | Islande                                | Ligue des Nations                      | 67e                                    |        |
| 14                                     | 15 octobre 2018                        | 58                                     | Laugardalsvöllur, Reykjavik (Islande)                        | 1-0                                    | 2-1                                    | Islande                                | Ligue des Nations                      | 52e                                    |        |
| 15                                     | 18 novembre 2018                       | 59                                     | Swissporarena, Lucerne (Suisse)                              | 2-2                                    | 5-2                                    | Belgique                               | Ligue des Nations                      | 31e                                    |        |
| 16                                     | 18 novembre 2018                       | 59                                     | Swissporarena, Lucerne (Suisse)                              | 3-2                                    | 5-2                                    | Belgique                               | Ligue des Nations                      | 44e                                    |        |
| 17                                     | 18 novembre 2018                       | 59                                     | Swissporarena, Lucerne (Suisse)                              | 5-2                                    | 5-2                                    | Belgique                               | Ligue des Nations                      | 84e                                    |        |
| 18                                     | 15 octobre 2019                        | 64                                     | Stade de Genève, Genève (Suisse)                             | 1-0                                    | 2-0                                    | République d'Irlande                   | Éliminatoires Euro 2020                | 16e                                    |        |
| 19                                     | 3 septembre 2020                       | 65                                     | Arena Lviv, Lviv (Ukraine)                                   | 1-1                                    | 2-1                                    | Ukraine                                | Ligue des Nations                      | 41e                                    |        |
| 20                                     | 25 mars 2021                           | 71                                     | Stade national Vassil-Levski, Sofia (Bulgarie)               | 0-2                                    | 1-3                                    | Bulgarie                               | Éliminatoires Coupe du monde 2022      | 10e                                    |        |
| 21                                     | 31 mars 2021                           | 73                                     | Kybunpark, Saint-Gall (Suisse)                               | 3-2                                    | 3-2                                    | Finlande                               | Match amical                           | 87e                                    |        |
| 22                                     | 20 juin 2021                           | 77                                     | Stade olympique de Bakou, Bakou (Azerbaijan)                 | 1-0                                    | 3-1                                    | Turquie                                | Euro 2020                              | 6e                                     |        |
| 23                                     | 28 juin 2021                           | 78                                     | Arena Națională, Bucarest (Roumanie)                         | 1-0                                    | 3-3                                    | France                                 | Euro 2020                              | 16e                                    |        |
| 24                                     | 28 juin 2021                           | 78                                     | Arena Națională, Bucarest (Roumanie)                         | 2-3                                    | 3-3                                    | France                                 | Euro 2020                              | 81e                                    |        |